# Итальянцы в Эритрее
Итальянские эритрейцы (или эритрейские итальянцы) — эритрейские потомки итальянских поселенцев, а также итальянцы, долгое время проживавшие в Эритрее.

## История
История итальянцев в Эритрее началась в начале итальянской колонизации Эритреи в конце XIX века, но только после Второй итало-абиссинской войны 1935 года итальянцы начали селиться в Эритрее в больших количествах. По данным переписи 1939 года в Эритрее насчитывалось более 75 000 эритрейских итальянцев, большинство из которых (53 000) проживали в Асмэре. Многие итальянские поселенцы покинули свою колонию после её завоевания союзниками в ноябре 1941 года, и к 1946 году их число сократилось до 38000 человек. Это число также включает в себя население смешанного итальянского и эритрейского происхождения; большинство итальянских эритрейцев, всё ещё проживающих в Эритрее, принадлежат к этой смешанной группе.
Хотя многие из оставшихся итальянцев остались в процессе деколонизации после Второй мировой войны и фактически ассимилировались с эритрейским обществом, некоторые из них сегодня не имеют гражданства Эритреи, поскольку гражданство можно получить только в результате брака или, реже, путём его передачи их государством.

### Итальянская колония Эритрея
С 1882 по 1941 год Эритреей управляло Королевство Италия. В те шестьдесят лет Эритрея была заселена — в основном в районе Асмэры — группами итальянских колонистов, которые переселились туда с начала XX века.
Численность итальянских эритрейцев выросла с 4000 во время Первой мировой войны до почти 100000 в начале Второй мировой войны.
Итальянцы принесли в Эритрею католицизм; были построены многочисленные католические храмы, в основном в Асмэре.
Итальянская администрация Эритреи внесла улучшения в медицинский и сельскохозяйственный секторы эритрейского общества. Впервые в истории бедное население Эритреи получило доступ к санитарным и больничным услугам в городских районах.

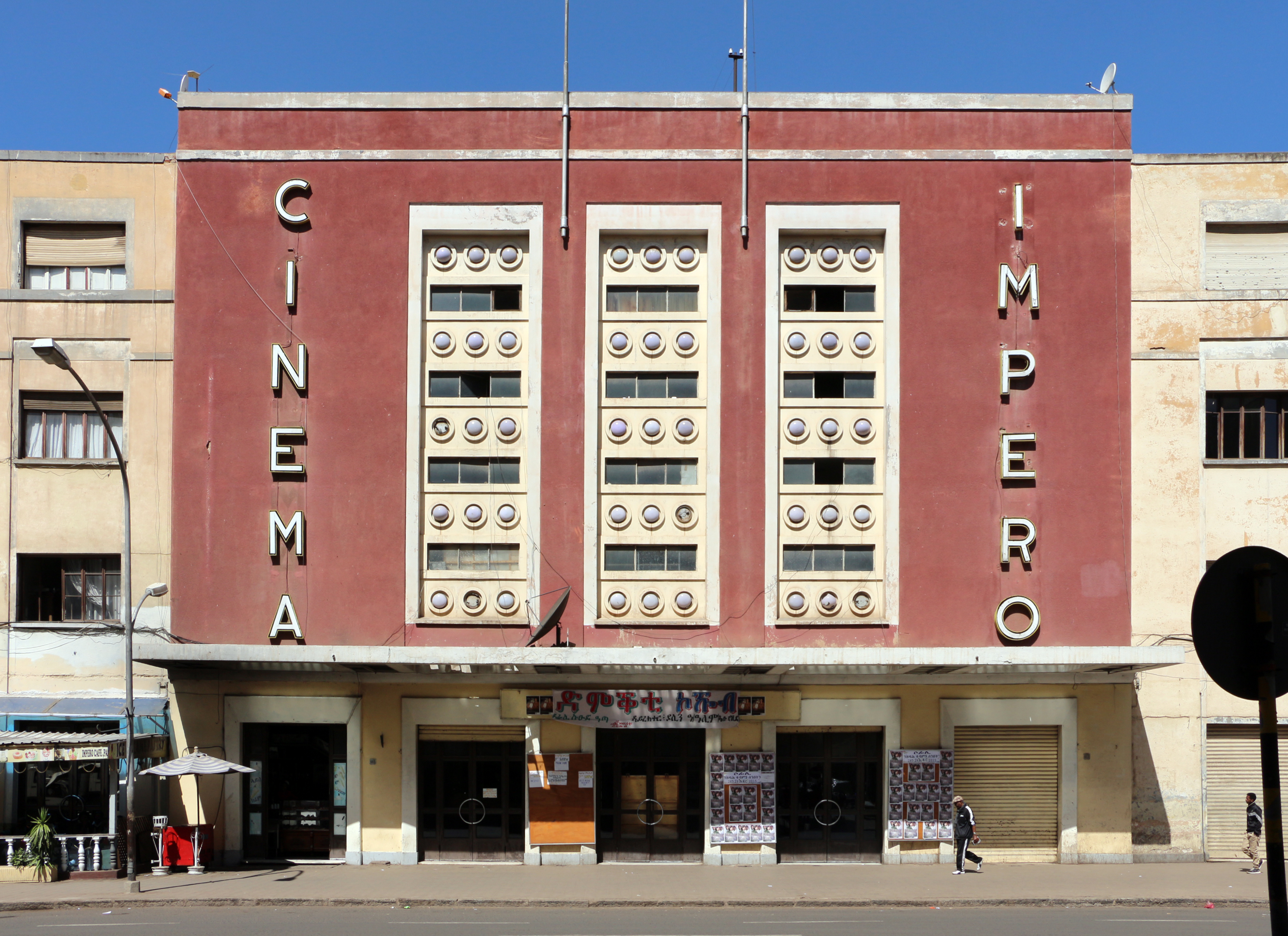
Кинотеатр Асмэры «Имперо» был построен в 1937 году. Он считается шедевром итальянской архитектуры ар-деко

Кроме того, итальянцы приняли многих эритрейцев на государственную службу (в частности, в полицию и отдел общественных работ), и наблюдали за благоустройством городов в Асмэре и Массаве. В этом регионе с разнообразными культурами, языками и религиями, несколько итальянских губернаторов поддерживали определённое единство и общественный порядок. Итальянцы также построили множество крупных инфраструктурных проектов в Эритрее, в том числе канатную дорогу Асмэра-Массауа и Эритрейскую железную дорогу.
Приход Бенито Муссолини к власти в Италии в 1922 году внёс глубокие изменения в колониальное правительство Эритреи. Муссолини основал Итальянскую империю в мае 1936 года. Фашисты установили жёсткое правление, подчёркивавшее политическое и расовое превосходство итальянцев. В 1938 году эритрейцы были переведены на второстепенные должности в государственном секторе.
Эритрея была выбрана итальянским правительством в качестве промышленного центра Итальянской Восточной Африки. Итальянское правительство продолжало проводить сельскохозяйственные реформы, но в основном на фермах, принадлежащих итальянским колонистам (экспорт кофе резко вырос в 1930-е годы). В 1940 году в районе Асмэры насчитывалось более 2000 малых и средних промышленных предприятий, сосредоточенных в областях строительства, механики, текстиля, электричества и пищевой промышленности. Следовательно, уровень жизни в Эритрее в 1939 году считался одним из лучших в Африке для итальянских колонистов и эритрейцев.
Правительство Муссолини рассматривало колонию как стратегическую базу для будущего расширения и управляло соответственно, используя Эритрею в качестве базы для начала своей кампании 1935—1936 годов по колонизации Эфиопии. В 1939 году почти 40 % мужчин-эритрейцев, способных сражаться, были зачислены в колониальную итальянскую армию: лучшими итальянскими колониальными войсками во время Второй мировой войны были эритрейские аскари, как заявили итальянский маршал Родольфо Грациани и легендарный офицер Амедео Гийе.
| Год     | Итальянские эритрейцы | Население Эритреи |
| ------- | --------------------- | ----------------- |
| 1910 г. | 1000                  | 390 000           |
| 1935 г. | 3100                  | 610 000           |
| 1939 г. | 76 000                | 740 000           |
| 1946 г. | 38 000                | 870 000           |
| 2008 г. | несколько сотен       | 4,500,000         |

### Развитие Асмэры

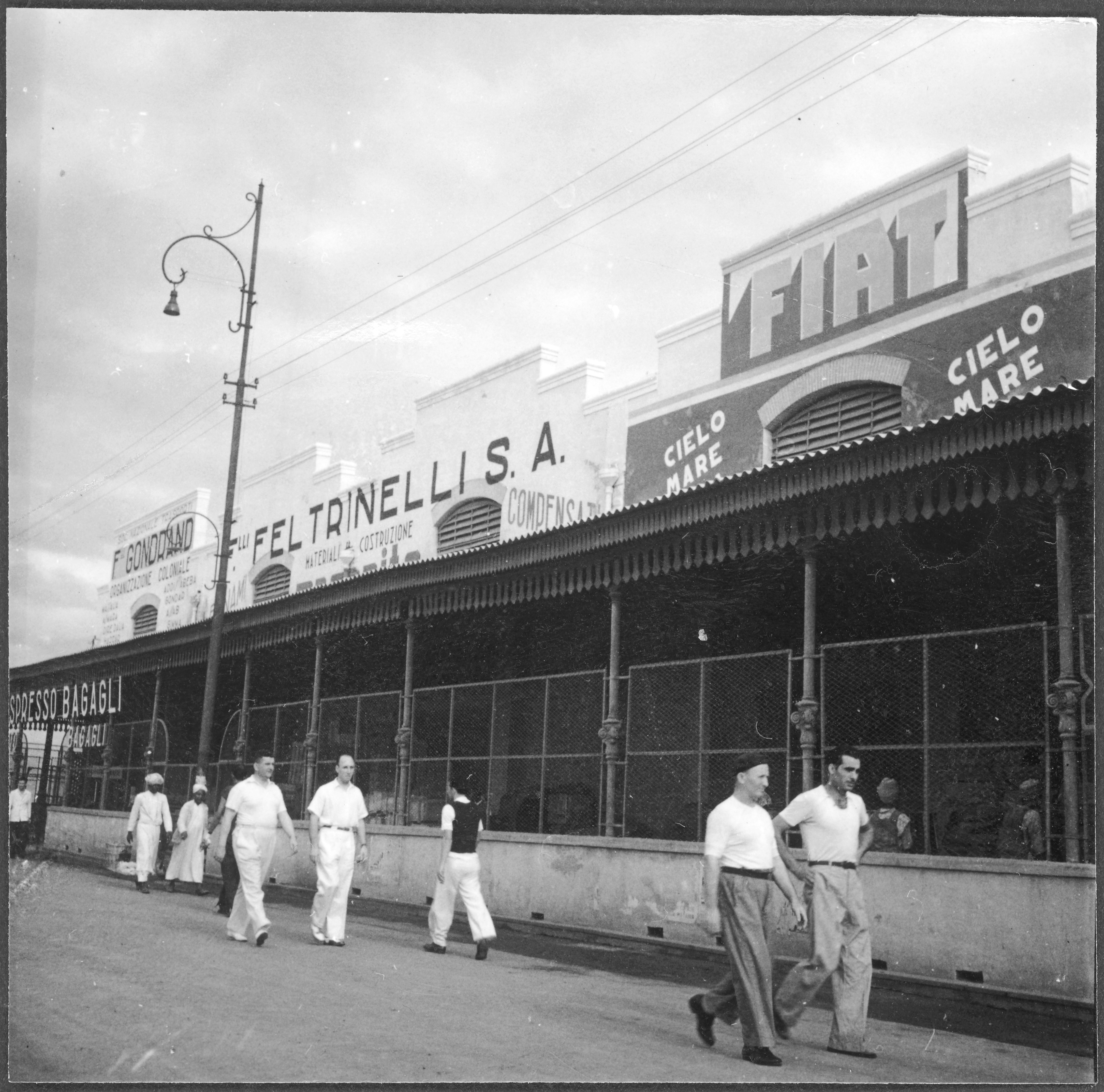
Итальянские поселенцы в Массаве

В Асмэре проживала многочисленная итальянская община, и город приобрёл итальянский архитектурный облик.
Сегодня Асмэра всемирно известна своими итальянскими зданиями начала XX века, в том числе Cinema Impero в стиле ар-деко, пансионом «Cubist» в Африке, эклектичным православным собором и бывшим Оперным театром, футуристическим зданием Fiat Tagliero, неороманской церковью Богоматери в Розарий и неоклассический дворец губернатора. Город усеян итальянскими колониальными виллами и особняками. Большая часть центральной части Асмэры была построена между 1935 и 1941 годами, поэтому итальянцы так эффективно спроектировали и позволили местному эритрейскому населению построить почти целый город всего за шесть лет.
В городе Асмэра проживало 98000 человек, из которых 53000 составляли итальянцы по данным итальянской переписи 1939 года. Это сделало Асмэру главным «итальянским городом» Итальянской империи в Африке. Во всей Эритрее итальянцев в тот год было 75 000 человек.
Многие промышленные инвестиции были осуществлены итальянцами в районе Асмэры и Массауы, но начало Второй мировой войны остановило процветающую индустриализацию Эритреи.
Когда британская армия захватила Эритрею весной 1941 года, большая часть инфраструктуры и промышленных зон были сильно повреждены, а оставшиеся (например, канатная дорога Асмэра-Массауа) были последовательно разобраны и отправлены в Индию и Британскую Африку в качестве военной добычи.

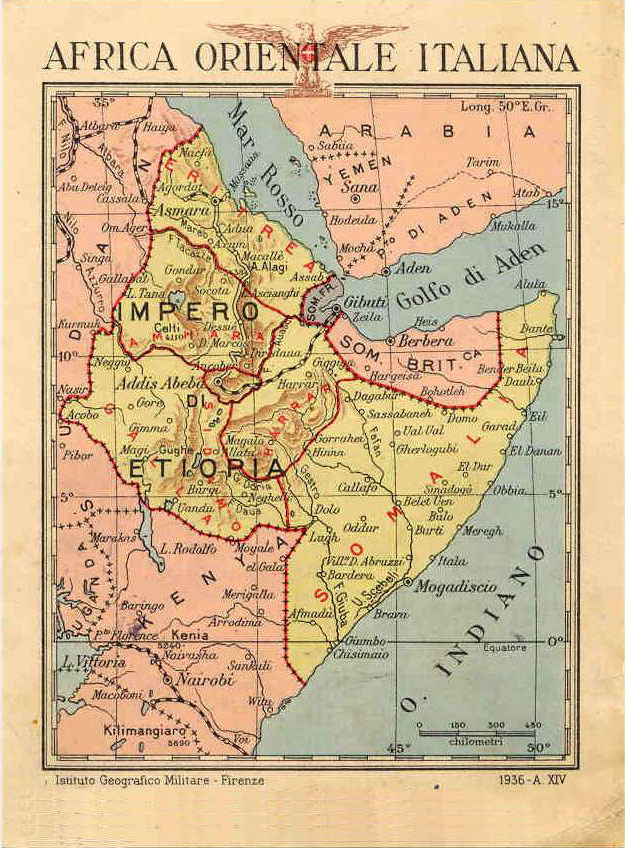
Карта Восточной Италии в Африке: самая большая площадь Эритреи была достигнута во времена Итальянской империи (1936—1941 гг.), когда итальянцы передали Эритрее северные части завоёванной Эфиопии в качестве награды за помощь эритрейских «аскаров» в завоевании Эфиопии

Следующая итальянская партизанская война поддерживалась многими эритрейскими колониальными войсками до итальянского перемирия в сентябре 1943 года. Эритрея была передана под британское военное управление после капитуляции Италии во Второй мировой войне.
Итальянцы в Эритрее начали покидать страну после поражения Королевства Италии союзниками, а в Асмэре по британской переписи 1949 года уже было только 17183 итальянских эритрейцев при общей численности населения 127579 человек. Большинство итальянских поселенцев уехали в Италию, другие — в Соединённые Штаты Америки, Ближний Восток и Австралию.

### После Второй Мировой Войны
Первоначально британцы поддерживали итальянскую администрацию Эритреи, но вскоре страна начала участвовать в насильственном процессе обретения независимости (от британцев в конце 1940-х годов, и после 1952 года от Эфиопии, с которой Эритрея объединилась в том же году).
В последние годы Второй мировой войны Винченцо ди Мелио защищал интересы итальянцев Эритреи и последовательно продвигал независимость Эритреи. После войны он был назначен директором Итальянского комитета по представлению Эритреи (CRIE). В 1947 году он поддержал создание «Associazione Italo-Eritrei» и «Associazione Veterani Ascari».
В результате этой поддержки в сентябре 1947 года он стал соучредителем «Partito Eritrea Pro Italia», политической партии Эритреи, выступающей за итальянское присутствие в Эритрее. Членами партии стали более 200 тысяч человек. Итальянские эритрейцы категорически отвергли аннексию Эритреи Эфиопией после войны: партия была создана в Асмэре в 1947 году, и большинство её членов были бывшими итальянскими солдатами. Основной целью этой партии была независимость Эритреи, но с условием, что до независимости страна должна управляться Италией в течение как минимум 15 лет (как это произошло с итальянским Сомали).
С тех пор эритрейские итальянцы как община уменьшились до нескольких сотен человек, в основном проживающих в столице Эритреи Асмэре. Самый известный из них — профессиональный велосипедист Доменико Ваккаро, выигравший последний этап Тура Эритреи в Асмэре в апреле 2008 года.

## Язык и религия
Большинство итальянских эритрейцев знают итальянский язык. Осталась только одна школа с итальянским языком обучения, Scuola Italiana di Asmara, известная в Эритрее своими спортивными мероприятиями. В торговой сфере в Эритрее по-прежнему говорят на итальянском.
До 1975 года в Асмэре действовали итальянский лицей, итальянский технический институт, итальянская средняя школа и специальные университетские курсы медицины, которые проводили итальянские учителя.
Джино Корбелла, итальянский консул в Асмэре, подсчитал, что распространение итальянского языка в Эритрее подтверждается даже тем фактом, что в 1959 году почти 20 тысяч эритрейцев были потомками итальянцев, у которых в колониальные времена были незаконнорожденные дети от эритрейских женщин.
Современные ассимилированные итальянские эритрейцы (в 2007 году их было около 900 человек) говорят на тигринье, и лишь немного говорят на итальянском, либо говорят на итальянском как на втором языке.
Почти все являются католиками латинского обряда, а некоторые — обращёнными в другие конфессии христианства.